# Internationale Schweizer Eishockeymeisterschaft 1931/32
Die Saison 1931/32 war die 17. reguläre Austragung der Internationalen Schweizer Eishockeymeisterschaft. Meister wurde der HC Davos.

## Hauptrunde

### Serie Ost

#### Final
In Davos standen sich am Sonntag im Vorrundenspiel um die Schweiz. Eishockeymeisterschaft E.H.C. Davos und E.H.C. St. Moritz gegenüber. Die Davoser siegten mit 6:2 Toren (3:0, 2:0, 1:2). Davos wird nun das deutschschweizerische Endspiel gegen Grasshoppers Zürich auszutragen haben.
- HC Davos – EHC St. Moritz 6:2

### Serie Zentral
| Pl. | Team                    | Sp. | S | U | N | Pkt. |
| --- | ----------------------- | --- | - | - | - | ---- |
| 1.  | Grasshopper-Club Zürich | 2   | 2 | 0 | 0 | 4    |
| 2.  | Zürcher SC              | 2   | 1 | 0 | 1 | 2    |
| 3.  | Akademischer EHC Zürich | 2   | 0 | 0 | 2 | 0    |

### Serie West

#### Halbfinal
- 23. Jan. Caux: Demifinal der westschweizerischen Serie-A-Meisterschaft. Rosey-Gstaad schlägt Star Lausanne 6:0 (2:0, 2:0, 2:0)[2]

- Lycée Jaccard – HC Château-d’Œx 2:1
- HC Rosey Gstaad – Star Lausanne 6:0

#### Final
- HC Rosey Gstaad – Lycée Jaccard 6:1

## Finalrunde
| Pl. | Team                    | Sp. | S | U | N | Pkt. |
| --- | ----------------------- | --- | - | - | - | ---- |
| 1.  | HC Davos                | 2   | 2 | 0 | 0 | 4    |
| 2.  | Grasshopper-Club Zürich | 2   | 1 | 0 | 1 | 2    |
| 3.  | HC Rosey Gstaad         | 2   | 0 | 0 | 2 | 0    |